# 李范廉
李范廉（16世紀—17世紀），字儇卿，號聞伯，福建泉州府晋江县人，明朝政治人物。

## 生平
八月二十三日生，治書经。萬曆二十二年（1594年）甲午科福建鄉試第五十三名舉人，二十三年（1595年）乙未科會試第一百七十二名，廷試三甲第二名進士，工部觀政，本年六月初授南京太常寺博士，二十九年三月擢南京吏部文選司主事，丁艱歸。三十二年起補礼部祠祭司主事，卒于官。

## 家族
曾祖李儒明。祖李子能。父李德仁，乡宾。前母颜氏，母陈氏。具庆下。娶盧氏，子廷珪、廷璋、廷瑚、廷琏。